# Jan Burke
Jan Helene Burke, geborene Fischer (* 1. August 1953 in Houston, Texas) ist eine US-amerikanische Krimischriftstellerin. Bekannt ist sie für ihre Fälle mit der Reporterin Irene Kelly.

## Leben
Burke wurde in Texas geboren, lebt aber seit ihrem sechsten Lebensjahr in Südkalifornien. Sie studierte Geschichte an der California State University, arbeitete nach dem Abschluss aber im Betrieb ihres Vaters. Als der Betrieb von einem Konzern übernommen wurde, wurde sie als Fabrikleiter eingestellt. Nebenher fand sie noch Zeit für das Schreiben eines Kriminalromans.
Protagonistin ihres ersten Buchs ist Irene Kelly, eine Reporterin aus einem fiktiven Ort in Südkalifornien, die mit dem Polizisten Frank Harriman verheiratet ist. 1993 wurde Morgen früh, wenn Gott will veröffentlicht und erhielt auf Anhieb zwei Award-Nominierungen für den besten Romanerstling. Die Romanserie ist inzwischen auf zehn Bände angewachsen. Ihr erfolgreichster Roman war bislang der siebte Band der Reihe mit dem Titel Grabesstille, der 1999 als Krimi des Jahres den Edgar Award der Vereinigung der US-Krimiautoren MWA bekam. Ein weiterer Roman ist außerhalb der Serie entstanden, Das neunte Opfer, der in Los Angeles spielt.
Sehr erfolgreich sind auch ihre Kurzgeschichten, für die sie ebenfalls mehrere Preise bekam: 1994 und 2001 den Macavity Award (für Unharmed bzw. The Abbey Ghosts), 2000 den Agatha Award (für The Man in the Civil Suit) sowie weitere Nominierungen für Edgar, Macavity und Anthony Award. 2004 erschien eine Sammlung von 18 Geschichten in deutscher Sprache unter dem Titel Todeszeichen.
Jan Burke ist verheiratet mit dem Musiker Tim Burke und lebt in Seal Beach in Südkalifornien.

## Werke
Irene-Kelly-Romane
- Morgen früh, wenn Gott will (Goodnight, Irene, 1993, Agatha- und Anthony-Award-Nominierung)
- Und raus bist du (Sweet Dreams, Irene, 1994)
- Da waren’s nur noch drei (Dear Irene, 1995)
- Du wirst mich nie vergessen (Remember Me, Irene, 1996)
- Böse Buben (Hocus, 1997, Agatha- und Macavity-Award-Nominierung)
- Ihr wahres Gesicht (Liar, 1998, Agatha-Award-Nominierung)
- Grabesstille (Bones, 1999, Edgar-Gewinner, Anthony-Award-Nominierung)
- Teuflisches Spiel (Flight, 2001, mit Frank Harriman in der Hauptrolle, Anthony-Award-Nominierung)
- Totenruhe (Bloodlines, 2005, Anthony-Award-Nominierung)
- Blutsverwandte (Kidnapped, 2006)
- Disturbance, 2011 (noch kein dt. Titel)

Andere
- Das neunte Opfer (Nine, 2002, Macavity-Award-Nominierung)
- Todeszeichen (Eighteen, 2002, 18 Geschichten)